# Rio Open 2017
Il Rio Open 2017, conosciuto anche come Rio Open presented by Claro 2017 per motivi di sponsorizzazione, è stato un torneo professionistico di tennis giocato all'aperto sulla terra rossa. È stata la quarta edizione dell'evento. Il torneo fa parte dell'ATP Tour 500 nell'ambito dell'ATP World Tour 2017. Il torneo si è svolto al Jockey Club Brasileiro di Rio de Janeiro, in Brasile, dal 20 al 26 febbraio 2017.

## Partecipanti

### Teste di serie
| Nazionalità | Giocatore            | Ranking | Testa di serie* |
| ----------- | -------------------- | ------- | --------------- |
| Giappone    | Kei Nishikori        | 5       | 1               |
| Austria     | Dominic Thiem        | 8       | 2               |
| Uruguay     | Pablo Cuevas         | 22      | 3               |
| Spagna      | Pablo Carreño Busta  | 25      | 4               |
| Spagna      | Albert Ramos Viñolas | 26      | 5               |
| Spagna      | David Ferrer         | 27      | 6               |
| Italia      | Paolo Lorenzi        | 37      | 7               |
| Portogallo  | João Sousa           | 41      | 8               |

* Ranking al 13 febbraio 2017.

### Altri partecipanti
I seguenti giocatori hanno ricevuto una wild card per il tabellone principale:
- João Souza
- Casper Ruud
- Janko Tipsarević

Il seguente giocatore è entrato in tabellone con il ranking protetto:
- Tommy Robredo

I seguenti giocatori sono passati dalle qualificazioni:

- Roberto Carballés Baena
- Marco Cecchinato
- Arthur De Greef
- Nicolás Kicker

Il seguente giocatore è entrato in tabellone come lucky loser:
- Víctor Estrella Burgos

## Campioni

### Singolare maschile
Dominic Thiem ha sconfitto in finale  Pablo Carreño Busta con il punteggio di 7-5, 6-4.
- È l'ottavo titolo in carriera per Thiem, primo della stagione.

### Doppio maschile
Pablo Carreño Busta /  Pablo Cuevas hanno sconfitto in finale  Juan Sebastián Cabal /  Robert Farah con il punteggio di 6-4, 5-7, [10-8].